# Шипоте (Ясси)
Шипоте (рум. Șipote) — село у повіті Ясси в Румунії. Входить до складу комуни Шипоте.
Село розташоване на відстані 348 км на північ від Бухареста, 44 км на північний захід від Ясс.

## Населення
За даними перепису населення 2002 року у селі проживали 906 осіб. Усі жителі села рідною мовою назвали румунську.
Національний склад населення села:
| Національність | Кількість осіб | Відсоток |
| -------------- | -------------- | -------- |
| румуни         | 901            | 99,4%    |
| цигани         | 5              | 0,6%     |